# آلکساندر هوهانیسیان (هنرپیشه)
آلکساندر (ساشا) آندرئاسی هوهانیسیان (ارمنی: Ալեքսանդր (Սաշա) Անդրեասի Հովհաննիսյան؛ انگلیسی: Alexander Andriasovich Hovhannisyan; ۱۲ آوریل ۱۸۹۵ – ۱۵ مهٔ ۱۹۴۹) یک بازیگر تئاتر اهل ارمنستان بود. وی بین سال‌های - تا - میلادی فعالیت می‌کرد.

## زندگی‌نامه
وی در ۲۴ آوریل [سبک قدیمی: ۱۲ آوریل] ۱۸۹۵ در باکو به دنیا آمد .  وی همچنین برندهٔ جوایزی همچون هنرمند مردمی آذربایجان شوروی (۱۹۴۰) شده است. وی در در سن ۵۴ سالگی در باکو درگذشت.

## یادداشت
1. ↑  Ադրբեջանական ԽՍՀ ժողովրդական արտիստ